# Río Encuentro
Río Encuentro är ett vattendrag i Argentina, på gränsen till Chile. Det ligger i den sydvästra delen av landet, 1 500 km sydväst om huvudstaden Buenos Aires.
I omgivningarna runt Río Encuentro växer i huvudsak blandskog. Trakten runt Río Encuentro är nära nog obefolkad, med mindre än två invånare per kvadratkilometer.